# 托阿利皮·劳蒂
托阿利皮·劳蒂（英語：Toaripi Lauti，1928年11月28日—2014年5月25日），图瓦卢政治人物，独立前唯一一任图瓦卢首席部长（1975年-1978年）、独立后首任图瓦卢总理（1978年-1981年）、第3任图瓦卢总督（1990年-1993年）。